# هاني الصبياني
هاني الصبياني، لاعب كرة قدم سعودي، يلعب في الظهير الأيسر في النادي الفيصلي.

## مسيرة اللاعب
بدأ اللاعب في النادي الأهلي و أعير إلى نادي الفيحاء في صيف 2019 و أعير إلى نادي الخليج في صيف 2022 وانتقل إلى النادي الفيصلي في عام 2023.

## روابط خارجية
- هاني الصبياني على موقع Soccerway.com (الإنجليزية)
- هاني الصبياني على موقع كووورة